# Félicie Schneider
Pour les articles homonymes, voir Schneider.
Félicie Schneider, née Félicité Fournier le 23 décembre 1831 à Saint-Cloud et morte le 16 juin 1888 à Paris, est une peintre et pastelliste française. Elle est spécialisée dans les portraits et les scènes de genre.

## Biographie

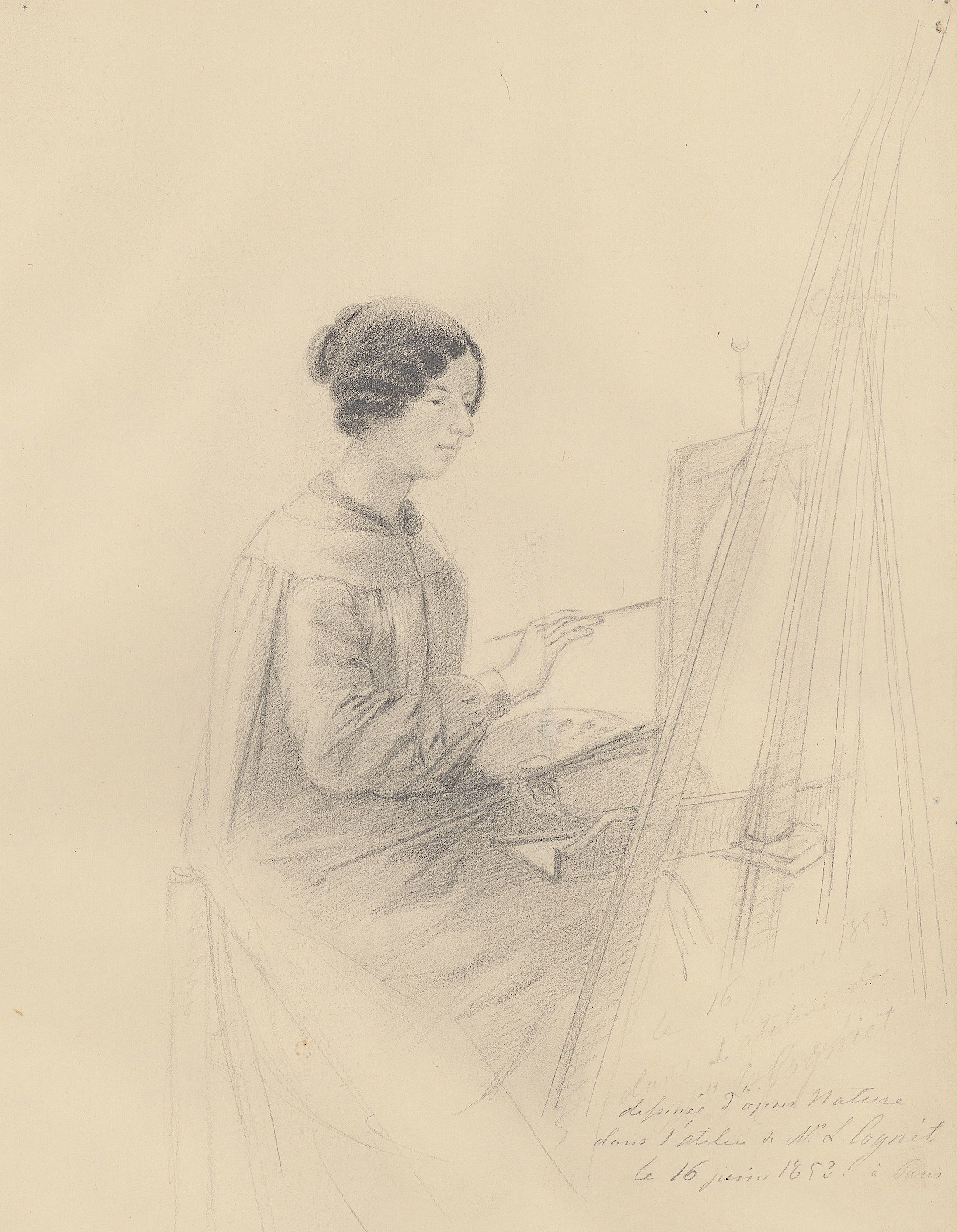
Félicie Schneider, dessinée d'après nature par sa camarade Maria Röhl dans l'atelier de Cogniet, le 16 juin 1853

Angélina Félicité Fournier naît à Saint-Cloud le 23 décembre 1831. Elle est la fille de la graveuse Félicie Fournier, née Monsaldy (1797-1879) et d'Amable Nicolas Fournier, graveur et ébéniste au château de Saint-Cloud. Son grand-père est le graveur Antoine Maxime Monsaldy.
Elle apprend d'abord la peinture auprès de son père, puis elle étudie dans l'atelier dirigé par Léon Cogniet. Elle expose au Salon de Paris à partir de 1849. Son œuvre Les derniers survivants d'une famille, est incluse dans le livre Women Painters of the World.
Elle meurt dans le 9e arrondissement de Paris le 16 juin 1888.

## Oeuvres

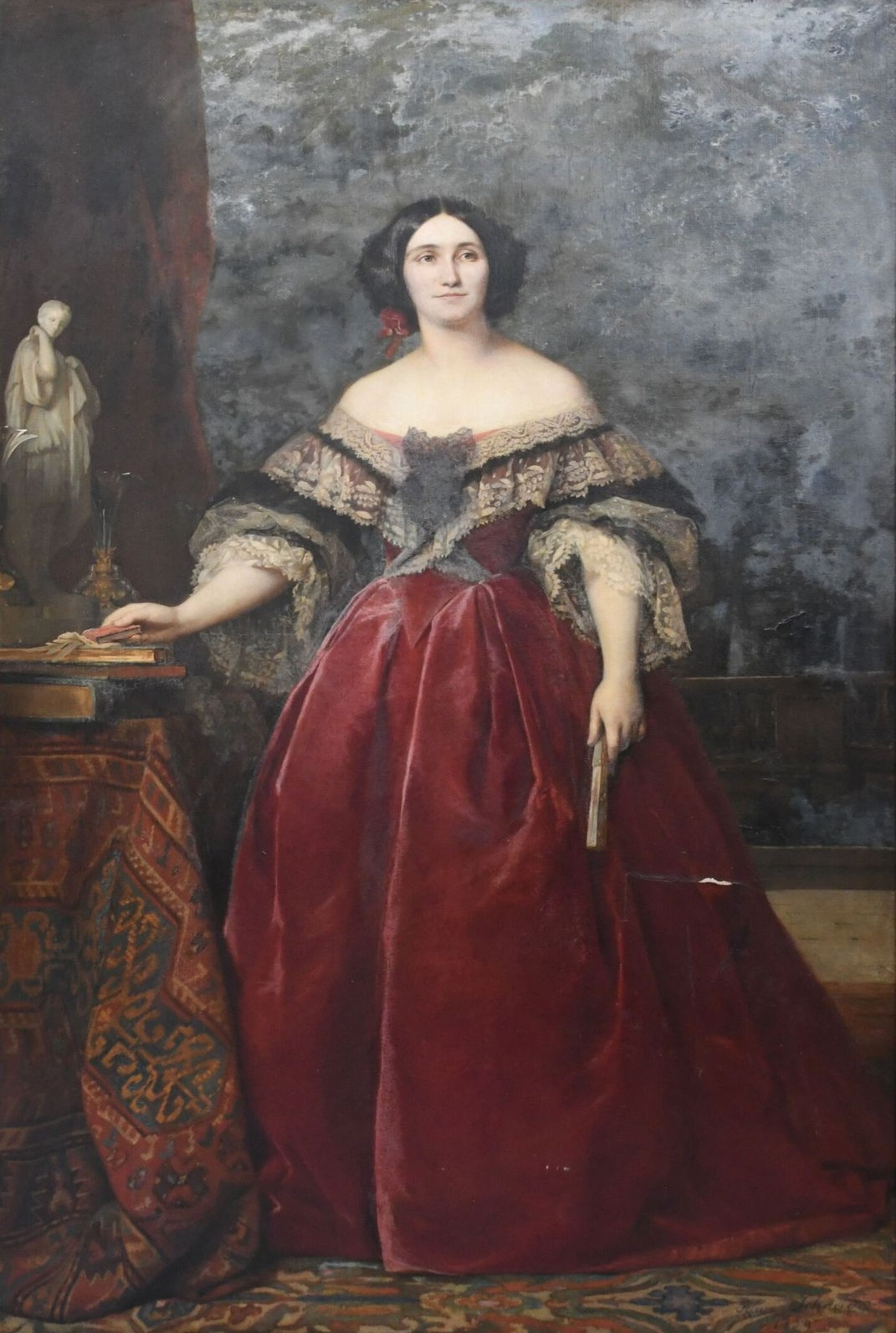
La Marquise de Béthisy, 1859
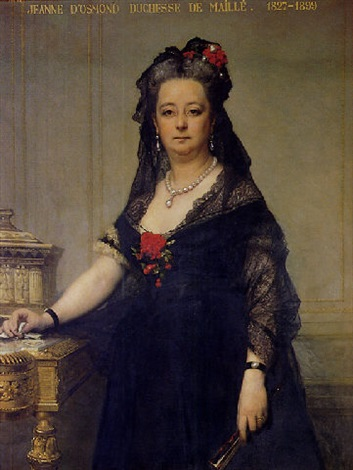
Jeanne d'Osmond, duchesse de Maillé, vers 1870
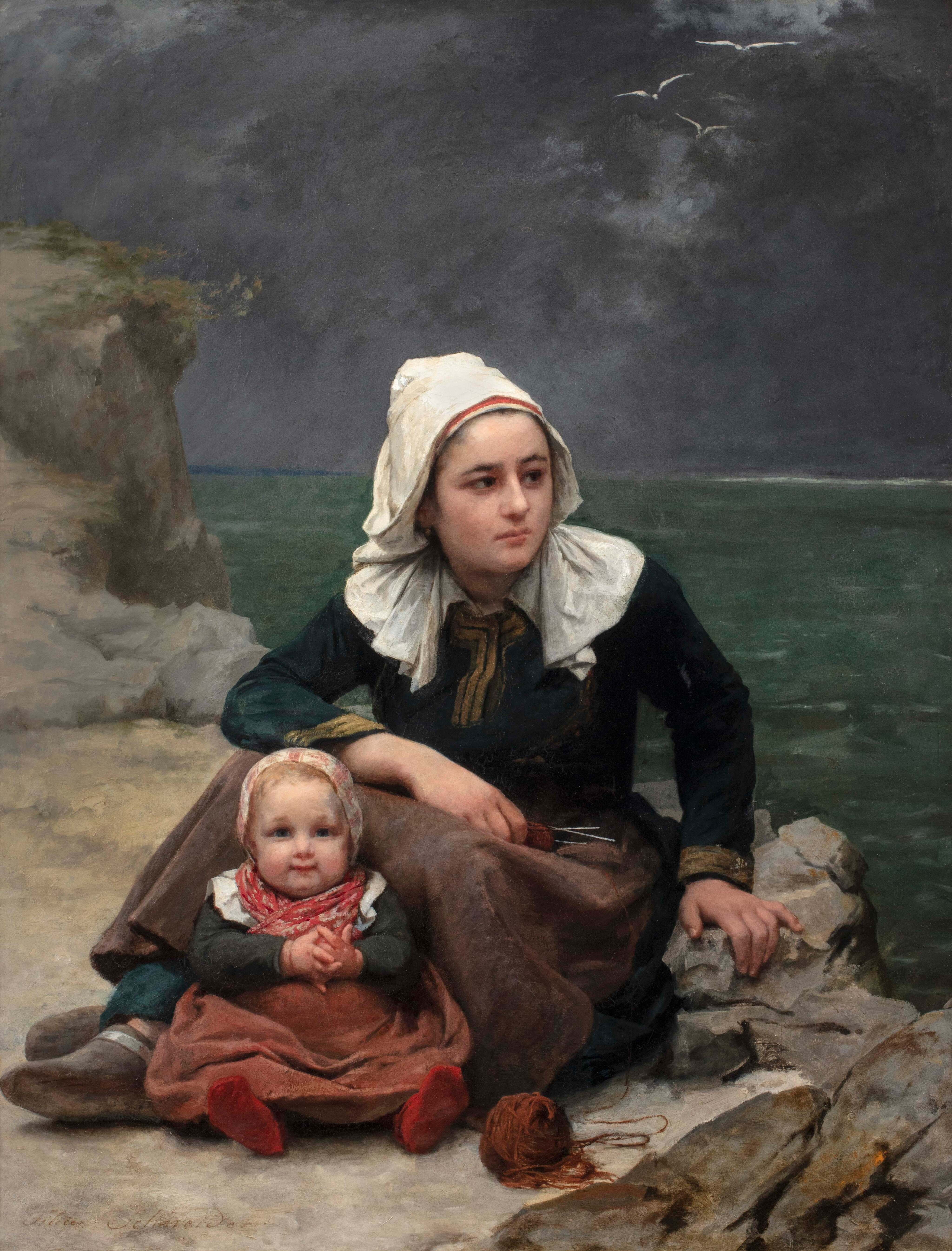
Le Grain, vers 1884
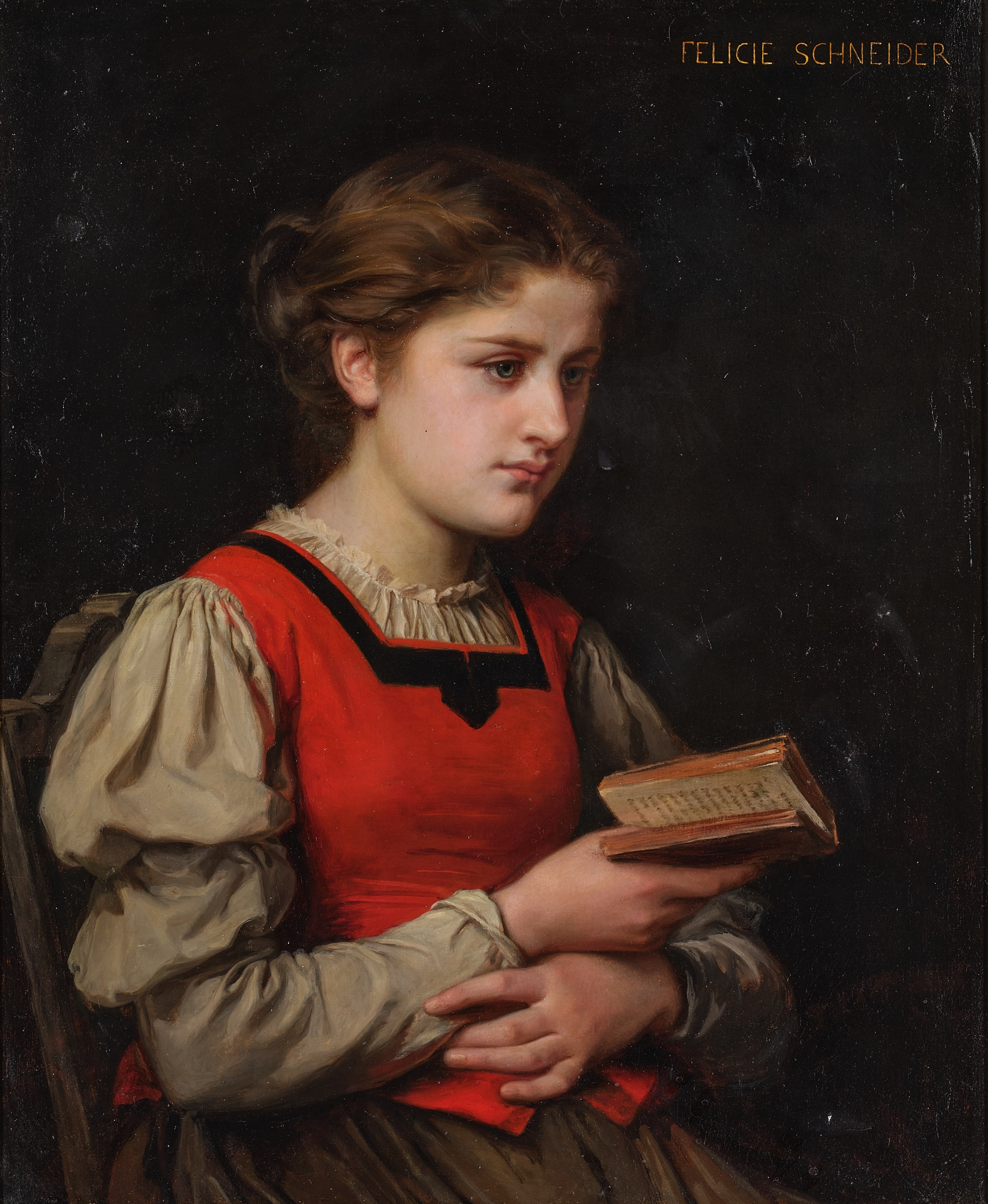
La Lectrice, avant 1888
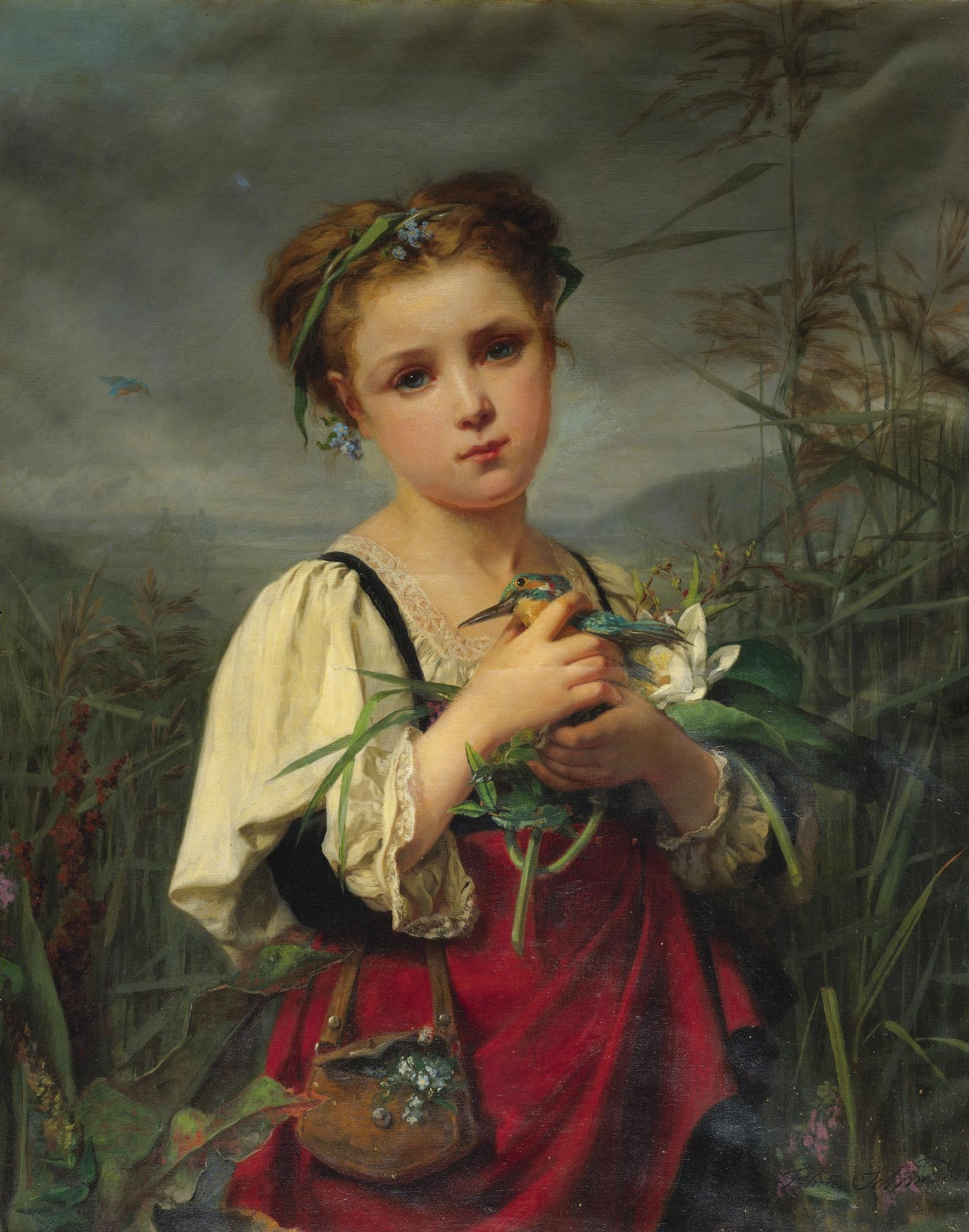
La Petite Infirmière, non daté